# Islamofobia
Islamofobia è un neologismo che indica un senso di avversità nei confronti dell'islam. Ciò si riversa in un senso di paura e diffidenza e discriminazioni verso la religione stessa e verso i musulmani come credenti.

## Utilizzo del termine
Il termine può essere utilizzato per indicare due cose:
- l'odio o la paura verso l'islam o verso i musulmani in genere;
- un'attitudine xenofoba verso i musulmani e, per analogia, verso gli abitanti indigeni (o dei quali i genitori sono originari) dei paesi a maggioranza musulmana (Medio Oriente, regioni del Magreb, Turchia, Africa subsahariana islamizzata)[2], ed in questo caso è analogo al neologismo giudeofobia.

Questa attitudine talvolta sfocia in iniziative pubbliche atte a bloccare o rendere difficile la pratica della fede islamica, come i tentativi di vietare o bloccare la costruzione di moschee.
Il significato di islamofobia non coincide con quello di antislamismo, termine che invece indica l'opposizione alle dottrine e pratiche politiche che mirano alla creazione di uno Stato che trovi nella religione islamica i principi guida per regolarne la sfera economica, politica e sociale oltre che religiosa (islamismo).

## Due definizioni di islamofobia

### Islamofobia come pregiudizio contro l'islam e i musulmani
Per Doudou Diène, consigliere generale delle Nazioni Unite, il termine islamofobia si
(Doudou Diène)
Per Vincent Geisser (ricercatore del CNRS e docente) "[l'islamofobia] è un razzismo antimusulmano".
WordReference così definisce:
(Wordreference)
Runnymede Trust utilizza il termine "islamofobico" per caratterizzare particolari punti di vista sulla religione musulmana. Considera, inoltre, che l'islamofobia è fonte di pericolo per la comunità musulmana ed anche per l'insieme della società.:
(a) to counter Islamophobic assumptions that Islam is a single monolithic system, without internal development, diversity and dialogue, and;

(a) combattere la crescente islamofobia per la quale l'islam è un sistema monolitico unico, senza sviluppo interno, diversità o dialogo e

(b) attirare l'attenzione sui principali pericoli creati o esacerbati dall'islamofobia sulle altre comunità musulmane e, di conseguenza, per il benessere della società nel suo insieme.»
(Runnymede Trust)

La rivista Le Reflet, utilizza il termine per indicare "degli attacchi satanici ed intollerabili verso l'islam", e poi ne individua le vittime: 
"I leader religiosi ne sono coscienti perché tutte le altre confessioni religiose hanno condannato questi attacchi satanici ed intollerabili contro l'islam.
Ma la stampa occidentale invece di condannare vigorosamente questa islamofobia, continua a parlare delle vittime e della loro religione, contribuendo in questo modo a rinforzare il sentimento di odio e di incomprensione nell'animo dei credenti."
Nel testo Pour le droit à la libre critique des religions sul sito Atheisme.org si può leggere invece che "il termine islamofobia non esprime altro che il disgusto ed il rigetto dell'islam in quanto religione, in quanto sistema di pensiero totalizzante. L'islamofobia è il rifiuto dell'islam, non il rifiuto dei musulmani né il rifiuto degli arabi o dei magrebini".
E inoltre:
"I lettori di atheisme.org che si riconoscono nell'opposizione radicale alle religioni sono vivamente sollecitati a dichiararsi pubblicamente islamofobi al fine di creare un movimento coraggioso di contestazione verso questa religione, che non vale più delle altre."
Claude Imbert, membro dell'Alto Consiglio per l'integrazione, fondatore ed editorialista del settimanale Le Point, il 24 ottobre 2003 afferma sulla catena LCI:
Io sono un po' islamofobo. [...] Noi abbiamo il diritto di combattere il razzismo, d'accettare una pratica pacifica dell'islam. Ed io ho il diritto, io non sono affatto il solo in questo paese a pensare che l'islam - io dico proprio l'islam, non mi riferisco agli islamisti - come religione introduce una debilitazione d'arcaismo diverso, introduce una maniera di considerare la donna, di mortificare sistematicamente la donna [ed] inoltre la preoccupazione di sostituire la legge degli Stati con la legge del Corano, che in realtà mi rende islamofobo
L'arabista Enrico Galoppini, che ha dedicato un'opera al problema dell'islamofobia, ritiene che il fenomeno sia irresolubilmente legato alle "politiche atlantiste", e dunque coscientemente creato ad arte per inclinare l'opinione pubblica occidentale a favore delle campagne degli USA, della NATO e di Israele nel cosiddetto Grande Medio Oriente. Ad un livello più profondo - sostiene Galoppini constatando che è l'intero spettro delle opzioni politiche occidentali a contribuire, in un modo o nell'altro, alla formazione dell'idea di un "Islam come problema" - l'islamofobia tradisce la doppia valenza della formula dello "scontro di civiltà": strumentale (a livello di propaganda politica) e sostanziale (il dominio occidentale significa la diffusione di una società materialista, che vede quella islamica come un ostacolo poiché postula la presenza di una realtà divina).

### Islamofobia come xenofobia contro i musulmani
Il dizionario Le Robert, edizione 2006, definisce l'islamofobia: "forma particolare del razzismo diretto contro l'islam ed i musulmani, che si manifesta in Francia attraverso atti di animosità ed una discriminazione etnica contro gli immigrati magrebini".
L'islamofobia definisce così un'attitudine xenofoba verso i musulmani, presente nei paesi occidentali,  e per analogia, verso gli abitanti indigeni (o dei quali i genitori sono originari) dei paesi a maggioranza musulmana (Medio Oriente, regioni del Magreb, Turchia, Africa subsahariana), ed in questo caso è analogo al neologismo giudeofobia.
Il capo della delegazione turca all'Assemblea parlamentare del Consiglio d'Europa, Talip Küçükcan, il 10 marzo 2017 presentò la richiesta di mettere all'ordine del giorno dell'Assemblea la materia European values under threat: addressing rising populism, xenophobia, antisemitism and islamophobia in Europe: in una successiva intervista, ricollegò il termine al tentativo di tenere la Turchia ai margini dell'Unione europea.

## Controversia sull'utilizzo del termine
L'utilizzo del termine "islamofobia" ed i suoi equivalenti nelle diverse lingue sono di uso controverso: mentre alcuni movimenti ed istituzioni l'utilizzano senza problemi, altri lo rifiutano o considerano il suo uso come problematico, soprattutto pensando all'uso che ne fece Khomeini per sbarazzarsi del Tudeh (Partito Comunista) Iraniano all'indomani della Rivoluzione islamista del 1979 che depose l'ultimo shah di Persia Reza Pahlevi.

### Contrari all'utilizzo
Caroline Fourest e Fiammetta Venner, fondatrici della rivista ProChoix, vi scrivono: "la "parola “islamofobia” è stata coniata dagli islamisti per intrappolare il dibattito e volgere l'antirazzismo a vantaggio della loro lotta contro la blasfemia. È vitale non impiegarlo più per combattere un nuovo razzismo ma piuttosto per designare la critica laica all'islam."
Con altri intellettuali o protagonisti dei media nell'appello del 2006 "Insieme contro il nuovo totalitarismo", detto anche "Manifesto dei dodici" affermano: "Noi rifiutiamo di rinunciare allo spirito critico per paura di incoraggiare l'«islamofobia», idea sfortunata che confonde la critica dell'islam in quanto religione con il biasimo ai credenti."
Thomas Deltombe scriveva nel 2005 in L'islam imaginaire: "in funzione delle possibili definizioni delle parole utilizzate, si devono distinguere due posizioni: l'islamofobia di tipo razzista («musulmano» come categoria etnica) o xenofoba (l'islam come elemento «straniero») e la critica legittima dei dogmi religiosi, qualsiasi essi siano."
Didier Delaveleye, per il Mrax, scrive nel 2007 in Quando l'islamofobia mette a rischio la laicità: "ed ecco una parola che è nella hit-parade di quelle problematiche: islamofobia. Questo termine si è imposto oggi per indicare l'ostilità specifica verso la popolazione di religione o di origine musulmana. Tuttavia, questa semplice definizione pone già un problema perché letteralmente l'islamofobia non indica la paura del musulmano ma la paura di una particolare religione: l'Islam."

### A favore dell'utilizzo
A loro volta, queste ultime posizioni sono state criticate, in quanto accusate di essere fortemente ideologizzate.
Tra gli stessi intellettuali favorevoli all'utilizzo del termine “islamofobia”, non tutti dimostrano una posizione acritica verso il mondo islamico, fra i musulmani stessi come fra gli studiosi non-musulmani.
Abbiamo, difatti, degli intellettuali nordafricani di religione e cultura musulmana fin dalla nascita ma residenti in Europa come gli algerini Khaled Fouad Allam e Tahar Ben Jelloun nonché l'egiziano Sherif El Sebaie, che riconoscono sì - specie nelle sue manifestazioni più provocatorie - il concetto di “islamofobia”, ma ritengono dialetticamente altrettanto opportuno distinguere fra “musulmani” e “Islamisti politici”, sia in Occidente sia nei Paesi islamici, a reciproco beneficio di entrambi, confidando così nel "fare cultura".
Il giornalista e scrittore italiano (convertito all'Islam) Pietrangelo Buttafuoco, in maniera problematica che alterna storia e attualità, riconosce nell'“islamofobia” d'inizio millennio un uso strumentale della storia medievale ad opera della stessa matrice culturale materialista del laicismo anticlericale dell'Ottocento. Di stampo culturale tardo-illuminista, il laicismo mirerebbe così alla “secolarizzazione” di ogni società e popolo presenti nel mondo. Pietrangelo Buttafuoco, siciliano, è inoltre consapevole e istruttivo circa l'importanza della cultura araba in Sicilia; assieme alle altre: greco-romana pagana e normanna cristiana soprattutto.
Non senza destare polemiche nel proprio milieu culturale di cattolicesimo tradizionalista, l'apologeta cattolico Vittorio Messori si è avvicinato in età più matura alle suddette posizioni di Pietrangelo Buttafuoco.

## Islamofobia e critiche all'Islam nella storia

### Contemporanei di Maometto
Tra i primi a criticare l'Islam furono gli arabi pagani e gli ebrei che abitavano il sud dell'Arabia, in particolare le tribù ebree di Medina che accusarono Maometto di aver copiato i loro testi sacri e di averne travisato il significato.

### Medioevo
Un autore che criticò l'Islam fu Giovanni Damasceno (676-749), teologo cristiano originario della Siria che, nel secondo capitolo del suo trattato "La fonte della conoscenza", intitolato De Haeresibus, citando passi del Corano e dei ḥadīth direttamente in arabo parla dell'Islam come «eresia degli ismailiti» - forse il primo dei grossolani equivoci cristiani verso l'Islam, considerata erroneamente come un'eresia e non già come una nuova e originale fede, per quanto necessariamente indebitata nei confronti dell'Ebraismo e del Cristianesimo, specie quella del giudeo-cristianesimo.
Dante Alighieri, nella Divina Commedia pone Maometto e il genero Ali all'Inferno, tra i "seminatori di discordia", mentre l'imperatore bizantino Manuele II Paleologo scrisse:
(Manuele II Paleologo, Dialoghi con un Persiano, VII dialogo)

### Dal XIV al XVIII secolo
Durante l'età moderna criticarono l'Islam, tra gli altri, Martin Lutero, Blaise Pascal e gli illuministi. Per Montesquieu è una religione «che parla solo attraverso la spada, ancora agisce sugli uomini con quello spirito distruttivo che l'ha fondata».
Tra i critici dell'Islam si annovera anche Voltaire che, nell'ambito della sua critica generale alle religioni, sull'argomento compose nel 1736 una commedia, intitolata Maometto ossia il fanatismo, ironicamente dedicata a papa Benedetto XIV, diversi capitoli del suo Dizionario filosofico e del suo Saggio sui costumi e sullo spirito delle nazioni. In particolare nella commedia descrive Maometto come un arrivista che sfrutta il fanatismo religioso dei suoi seguaci come strumento di potere. Nel "Dizionario filosofico" dedica un capitolo al Corano ed esordisce affermando che
(Voltaire, ALCORAN, ou plutôt LE KORAN dal Dizionario filosofico)
Critiche si trovano sparse anche nel Candido e in Zadig. Nel detto Saggio sui costumi e lo spirito delle nazioni (francese: Essai sur les moeurs et l'esprit des nations), una panoramica dei popoli e delle nazioni senza il desiderio di scendere su dettagli statistici, Voltaire dedica:
- il Capitolo VI ad Arabia e a Maometto[23]
- il Capitolo VII al Corano ed alle leggi musulmane[24].

Ad es. di Maometto dice:

Lo storico Edward Gibbon scrisse: 

### XIX secolo
Durante l'Ottocento, critiche all'Islam vennero da Alexis de Tocqueville e Arthur Schopenhauer:
(Alexis de Tocqueville)
(Arthur Schopenhauer, Il mondo come volontà e rappresentazione, p. 188 – BUR)

### XX secolo
Nel XX secolo l'Islam venne criticato apertamente da diversi pensatori e politici, come George Bernard Shaw, Theodore Roosevelt, Bertrand Russell, Rabindranath Tagore, Winston Churchill e Carl Gustav Jung. 
Atatürk, fondatore della Turchia moderna, abolì la religione di Stato nel suo paese. Il suo pensiero verso l'Islam può essere rappresentato dalla seguente citazione che pronunciò in qualità di Capo di Stato:
(Mustafa Kemal Atatürk.)
L'anticlericalismo turco verrà imitato in seguito dallo scià iraniano Mohammad Reza Pahlavi negli anni Sessanta, con alterni risultati fino alla sua deposizione e all'avvento della repubblica islamica nel 1979.
L'Islam politico ha guadagnato particolare attenzione dal 1979, quando si affermò in Iran la Repubblica Islamica propugnata dall'Ayatollah Khomeini come modello politico contemporaneo di Stato e società guidata dai principi islamici, interpretati dai giurisperiti (velayat e faqih), in particolare a riguardo della mancanza di democrazia e diritti umani in tale paese (si veda la questione della Fatwā contro Salman Rushdie e della pena di morte in Iran).

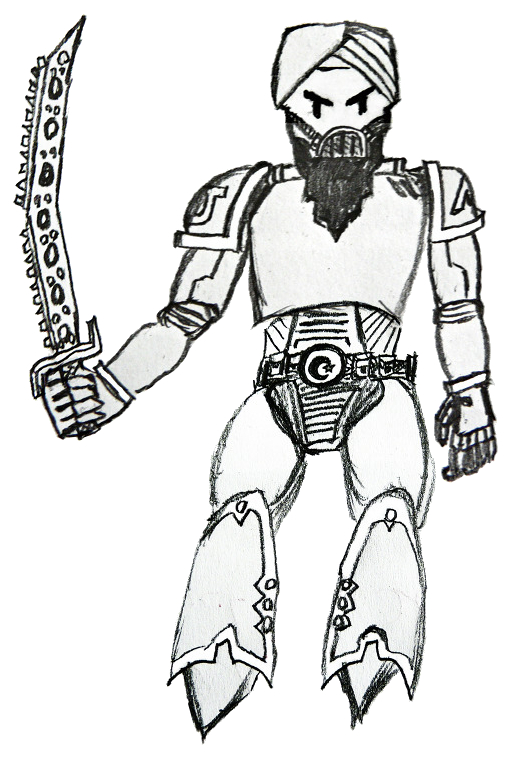
In solidarietà con gli artisti minacciati per aver ritratto Maometto, si è svolto nel 2010 l'Everybody Draw Mohammed Day ("Tutti-disegnano-Maometto day"); in figura, una vignetta satirica amatoriale sul profeta islamico

### XXI secolo
Il dibattito sull'Islam e l'Islam politico ha ripreso vigore dopo l'attentato al WTC, fino a sfociare nell'islamofobia. Il modello sociopolitico del fondamentalismo salafita-wahhabita è stato oggetto di critiche di molteplici commentatori occidentali, che l'hanno variamente indicato come "nuovo totalitarismo". Tra questi il politologo francese Alexandre Del Valle nel libro Il totalitarismo islamista all'assalto delle democrazie, o l'appello "Insieme contro il nuovo totalitarismo" dopo le violente manifestazioni scoppiate all'indomani della pubblicazione delle caricature di Maometto sul Jyllands-Posten. In Italia tali tesi sono state portate avanti dalla scrittrice fiorentina Oriana Fallaci, rifacendosi anche alle tesi di Bat Ye'or sull'Eurabia, oltre che dal giornalista italo-egiziano Magdi Allam. Altri famosi esponenti del movimento antislamista negli Stati Uniti - talvolta accusati d'islamofobia - includono i giornalisti e saggisti Claire Berlinski, George Weigel, Tony Blankley, Bruce Bawer, Christopher Hitchens, Daniel Pipes, Robert Spencer, Michel Houellebecq e Mark Steyn, e diversi politici, da Donald Trump a Geert Wilders.
(Christopher Hitchens sui fondamentalisti islamici, da lui detti "islamofascisti")